# Раковскі (футбольний клуб)
«Раковскі» (болг. ФК Раковски) — колишній болгарський футбольний клуб з міста Русе, який існував у 1927—1948 та 1991—1999 роках.
Грав свої матчі на Міському стадіоні місткістю 20 000 глядачів. Кольори клубу — синій і білий.

## Історія

### 1927—1948
СК «Раковскі» було створено 16 січня 1927 року після об'єднання спортивних клубів міста Русе «Победа», «Тича» та «Русенець»:
- Перший з них був утворений у 1920 році під назвою «Вікторія», а в 1922 році його перейменовано на «Победа». Його заснували юнаки, колишні гравці команди «Максим Горький», що мала прізвисько «Червона команда» (болг. Червения тим), утворена 11 серпня 1912 року.
- Другою командою була «Тича», утворена в 1922 році. Головою було обрано Філіпа Чернева (Даскала). Паралельно у 1921 році було утворено клуб «Дунав», який в 1923 році було перейменовано на «Защита». В червні 1924 року команда об'єдналась із «Тичею» під цією назвою.
- Третьою футбольною командою, яка брала участь у формуванні СК «Раковскі» був «Русенець», утворений влітку 1923 року в будинку Івана Мінчева Червенкова. Головою був обраний Георгій Чернаєв (автомонтер), а формою були обрані чорні шорти та білі футболки. Також у команди був свій гімн. За короткий час клуб вийшов до другого дивізіону чемпіонату міста і згодом потрапив до вищої ліги чемпіонату Русе.

У січні 1927 року за наказом БНСФ відбулось скорочення кількості футбольних клубів та скасовується другий дивізіон чемпіонату міста. Таким чином «Победа», «Русенець» та «Тича» змушені були об'єднати і заснували клуб «Раковскі», завдяки чому в одній команді опинились 4 хороших місцевих гравця: Петар Антонов (Петката), Васил Чернев (Черньо), Кирил Василев (Дауна) та Еміл Вилчев (Мічето). Головою клубу був обраний Іван Рачев (колишній представник «Победи»). Кольорами були обрані сині футболки, білі шорти та сині гетри. Це було зроблено за сприяння секретаря команди Димитра Іванова, колишнього захисника «Дунава», а потім «Победи»).
Об'єднання дало свої результати, і команда стала тричі поспіль чемпіоном міста між 1928 та 1930 роками. Таким чином молодий клуб порушив гегемонію головних русенських команд — «Левскі» та «Напредак» і двічі як чемпіон області навіть брав у національному чемпіонаті, дійшовши 1929 року до другого раунду, а наступного вилетівши вже у першому.
У 1948 році після приходу комуністичної влади і перехід а ДСО за принципом виробничо-галузевої ознаки, клуб припинив свою діяльність.

### 1991—1999
На початку 1991 року з ініціативи колишніх гравців «Добруджі» (Русе), «Дунава» та «Левскі» (Софія) та гравця збірної Слави Калчева було відновлено футбольний клуб «Раковскі». Для цього потрібні були значні кошти, тому навесні 1992 року «Раковскі». став першим приватним клуб в Болгарії, президентом якого був обраний мільйонер Оскар Цанков (колишній гравець «Локомотива» (Русе)), а також до правління клубу увійшли Теодор Георгієв та інші заможні русенці. Старшим тренером було призначено Тодора Тодорова, колишнього захисника «Дунава» (Русе) та гравця національної збірної, який до того працював тренером «Дунава» та «Локомотива», а інший колишній тренер «Дунава» Васко Симеонов був призначений помічником тренера. Склад команди складався в основному з гравців «Локомотива» (Русе), серед них Благовест Георгієв, Димитар Тотев, Маріян Тодоров, Кирил Кирилов, Драгомир Григоров та інші.
Успіхи не змусили себе чекати і команда щороку підвищувалась у класі:
- 1992/93 — Обласна футбольна група «Б» — 1 місце (IV дивізіон)
- 1993/94 — Обласна футбольна група «А», зона Русе — 1 місце (ІІІ дивізіон)
- 1994/95 — Північна «Б» РФГ — 2 місце (ІІ дивізіон)
- 1995/96 — «А» РФГ — рятівне 13 місце в дебютному сезоні у вищому дивізіоні

Досягнення відновленого клубу не мають аналогів у футбольній історії Болгарії і 14 червня 1995 року на стадіоні «Васил Левський» після драматичного матчу плей-оф з віцечемпіоном Південної «Б» РФГ «Марицею» (Пловдив) команда перемогла 3:2 і вийшла до вищого дивізіону.
Так, через 65 років після 1930 року відновлений «Раковскі» тріумфально повернувся до футбольної еліти Болгарії. Ще більш вагомою ця звитяга була через те, що у сезоні 1995/96 основні команди міста «Дунав» та «Локомотив» грали у другому дивізіоні і лише «Раковскі» представляв місто в Групі А.
Однак після приєднання до Групи А клуб не мав серйозної фінансової підтримки. Після низки конфліктів бізнесмени, які підтримували команду, відійшли. Оскар Цанков залишився один і не мав необхідних коштів для стабільних виступів у вищому дивізіоні. Це визначило долю команди. На деякий час відбулась часткова стабілізація і команда, зайнявши 13 місце, зуміла зберегти прописку в еліті. При цьому обійшовши «Шумен», який став 14-м та понизився у класі, лише за кращою різницею м'ячів. Але другий сезон виявився вкрай невдалим — команда набрала лише 1 очко в 30 турах, пропустивши 110 голів і після дворічного перебування в вищому дивізіоні вилетіла назад до Групи Б. До того ж клуб встановив кілька антирекордів — найменша кількість очок за сезон в історії Групи А, а також найбільша кількість поразок та найгірша різниця голів. Крім того «Раковскі» встановив антирекорд серед усі вищих дивізіонів Європи — 19 матчів у сезоні без голів.
Після цього команда об'єдналась з «Дунавом» з Групи В і у сезоні 1997/98 змагалася у Групі Б під назвою «ОФК Дунав-Раковскі» (Русе), закінчивши сезон у групі «Б» на останньому 16 місці з 8 очками.
В результаті сезон 1998/99 команда почала знову як «Раковскі» у Східній групі В, третьому дивізіоні країни, зайнявши 15 місце, після чого у 1999 році припинила своє існування

## Досягнення
- 6 місце в Національному чемпіонаті: 1929
- 13 місце у Групі А: 1995/96
- Чемпіон Русе та Русенської області (3): 1937/38, 1939, 1940

## Відомі футболісти
- Димитар Тотев
- Симеон Кристев
- Маріян Тодоров
- Іван Близнаков
- Филип Теофоолу
- Георгій Попиванов
- Венцислав Маринов
- Пламен Проданов
- Іван Милчев
- Александар Бояджиєв (Бебо)
- Васил Чернев (Черньо)
- Георгій Тошев (Жоро)
- Кирил Василев (вниз)
- Стефан Нанков (Ніната)
- Коста М. Косев (Косаната)
- Вирбан Григоров (Банчо)
- Еміл Пенчев (Мічето)
- Петар Антонов (Петката)
- Борис Овчаров
- Стоян Іл. Стоянов (Ічката)

## Головні тренери
- Светослав Калчев — 1992/93 (осінь)
- Тодор Тодоров — 1992/93 (весна)
- Тодор Тодоров — 1993/94
- Тодор Тодоров — 1994/95
- Тодор Тодоров — 1995/96 (осінь)
- Ілія Іллієв — 1995/96 (весна)
- Никола Христо — 1996/97
- Тодор Тодоров — 1997/98
- Цоню Кюранов — 1998/99